# Dni naszego życia (singel)
Dni naszego życia – singel hip-hopowego zespołu Grupa Operacyjna. Promował on m.in. składankę „Pandemonium Rap 2006” .